# (556) Filis
(556) Filis es un asteroide perteneciente al cinturón de asteroides descubierto el 8 de enero de 1905 por Paul Götz desde el observatorio de Heidelberg-Königstuhl, Alemania.
Está nombrado por Filis, un personaje de la mitología griega, hija de Licurgo.